# Eupithecia kobayashii
Eupithecia kobayashii (en japonés, チャバネカバナミシャク, Polilla de cuerno de ciervo) es una especie de polilla de la familia Geometridae. La especie fue descrita por primera vez por Hiroshi Inoue habiendo sido descrita en 1976, con distribución en Japón. El holotipo de la especie fue descrita en las afueras de Karuizawa, prefectura de Nagano a aproximadamente 2018 metros (6620,7 pies) de altitud.

## Descripción
Es una polilla de tamaño mediano con una envergadura de 24 milímetros (0,9 plg) y de color marrón grisáceo con muy pocas manchas o líneas de otros colores. El punto discal es negro. Tiene gran parecido a otra especie asiática, E. actaeata.: 232  La planta alimenticia para las orugas es Cladothamnus bracteatus, un arbusto caducifolio y alpino originario del norte de Japón, de la familia de Ericaceae.
Sus características morfológicas la ubican en el complejo de especies de la Eupithecia fletcherata junto a otras especies del Sudeste Asiático,: 464  o bien agrupada en el grupo de especies Eupithecia egenaria.

## Distribución
La especie ha sido confirmada en registros confirmados de las provincias de Shanxi y Shaanxi, las regiones de Rusia asiática de manchuria oriental y el krai de Primorie, la provincia de Ryanggang en Corea del Norte y las islas de Honshu y la Región de Shikoku. Se ha descrito a altitudes de hasta 2000 metros (6561,7 pies) en el Monte Mian.